# Miguel Jiménez López
Miguel Jiménez López (Paipa, 24 de julio de 1875-Bogotá, 22 de agosto de 1955) fue un médico y político colombiano.
Se desempeñó como Ministro de Gobierno de ese país. Dirigió una serie de conferencias que se llevaron a cabo en 1920 sobre algunos signos de degeneración racial en Colombia y participó activamente en este debate sobre la raza junto con figuras como Luis López de Mesa etc.

## Reseña biográfica
Nació en Paipa en 1875, hijo de Manuel Jiménez Correa, alcalde de Paipa, y de Alejandra López Cortés. Realizó sus estudios secundarios en el Colegio de Boyacá y en el Seminario de Tunja, para después ingresar a la facultad de Medicina de la Universidad Nacional, de donde se graduó con el título de Doctor en 1899, con la tesis “Estudio médico psicológico de la Interdicción Judicial por Causa de Locura”.
Participó en la Guerra civil de 1895, donde fue herido, y para la Guerra de los Mil Días fue médico militar de las fuerzas del Gobierno, asistiendo a la batalla de Palonegro. Tras el fin de la contienda ejerció su profesión en Boyacá. De 1908 a 1912 adelantó estudios en París acerca de psiquiatría; fue de esta ciudad de donde trajo la teoría de la "degeneración colectiva", que desarrollaría más adelante.
En 1921 y 1922 fue Ministro de Gobierno de los presidentes Jorge Holguín y Pedro Nel Ospina, respectivamente. Fue miembro del Senado y de la Cámara de Representantes. Entre 1925 y 1928 fue Embajador de Colombia en Alemania y en 1951 Representante de Colombia con carácter de Embajador ante la Asamblea General de las Naciones Unidas. Fue Presidente del Directorio Nacional Conservador y miembro de la comisión que en 1931 redactó la Plataforma Política del partido.
Fue Embajador de Colombia ante el gobierno de Perú en el Centenario de la Batalla de Ayacucho en 1924, y senador por Boyacá entre 1919 y 1934, presidiendo el Senado en 1922.
En 1943 se convirtió en profesor de psiquiatría en la Pontificia Universidad Javeriana, mismo año en que asumió la dirección del Manicomio de Varones de Sibaté, cargo que ejerció hasta 1947. Como psiquiatra forense, participó en las principales investigaciones sobre el debate del Conde de Cuchicute, el Juicio Zawadzki y el debate de la Academia Nacional de Medicina sobre Simón Bolívar.
Casado en 1922 con la antioqueña María Josefa Magdalena Arango Ferrer, hija del Gobernador de Antioquia Dionisio Arango Mejía, hermana del gobernador Dionisio Arango Ferrer y sobrina del Gobernador Rubén Ferrer Alfaro, primo de Jorge Isaacs.

## Obras
- Nuestras razas decaen: algunos signos de degeneración colectiva en Colombia y en los países similares; el deber actual de la ciencia. 1920. OCLC 42042755
- La escuela y la vida. 1928. OCLC 55330518
- La inmigración amarilla a la América. 1929. OCLC 41106143

## Publicaciones Relacionadas
- Manuel Torres Gutiérrez: Un psiquiatra decimonónico en el siglo xx: Miguel Jimenez López (1875–1955). In: Revista Colombiana de Psiquiatría, vol. XXX, núm. 2, 2001, pp. 113-140. ISSN 0034-7450

- LA DEGENERACIÓN DE LA RAZA. "La mayor controversia cientifica de la intelectualidad colombiana" Miguel Jiménez López 1913 - 1935.

Por: Abel Fernando Martínez Martín, 2016. ISBN 978-958-99775-4-5.